# Elatostema crenatum
Elatostema crenatum är en nässelväxtart som beskrevs av Wen Tsai Wang. Elatostema crenatum ingår i släktet Elatostema och familjen nässelväxter. Inga underarter finns listade i Catalogue of Life.